# Kransalge-klassen
Kransalge-Klassen (Charophyceae) er en lille klasse med kun én orden, Kransalger (Charales). Ordenen har ligeledes kun én familie, nemlig Kransalge-familien (Characeae). Disse alger er udbredt på alle kontinenter, undtagen Antarktis. De findes ret almindeligt i ferskvand, og nogle få kan også træffes i brakvand. To ordener af uddøde alger var nært beslægtede med Kransalge-ordenen, men de kendes kun fra fossiler af deres sporer. Plantens "blad" består af en række såkaldte "giantceller", der kan være op til flere cem i længden, og som danner forgreninger ved små knudepunkter, der består af små celler. Vækst sker fra enden af skuddet og planten er forankret i mudder eller silt ved hjælp af klare rhizoider (rodlignende organer). Både de hanlige og de hunlige formeringsorganer vokser frem ved knudepunkterne. De hanlige er kugleformede og ofte orange, mens de hunlige er aflange (se billedet). Den bladlignende del er dækket af kalk hos nogle kransalger, og det giver dem en sprød tekstur. Ofte lugter "bladene" grimt.
Her følger de seks slægter i klassen:
| Slægter |

- Kransnål (Chara)
- Rævehaletråd (Lamprothamnium)
- Redetråd (Tolypella)
- Glanstråd (Nitella)
- Lychnothamnus
- Nitellopsis